# Ehretia
Ehretia es un género de plantas con flores perteneciente a la familia Boraginaceae. Comprende 65 especies.

## Descripción
Las plantas de este género son arbustos, que alcanzan un tamaño de hasta quince metros de altura. Las inflorescencias son corimbos paniculados a menudo muy fragantes. El cáliz consta de cinco lóbulos (sépalos) completamente separados. Los frutos son drupas de color amarillo, naranja o rojo: contienen cuatro semillas y el endocarpo se divide en cuatro (cada uno con una semilla), dos (dos semillas) o dividida. Esta separación del endocarpio permite la clasificación de las especies dentro del género.

## Distribución
El género está presente en todos los continentes a excepción de Europa. La mayoría de las especies existentes se encuentran en Asia, son tropicales y subtropicales. Un número significativo se encuentra en África, Madagascar y el Océano Índico, algunos en Estados Unidos, y Australia.

## Taxonomía
El género fue descrito por Patrick Browne y publicado en The Civil and Natural History of Jamaica in Three Parts 168, pl. 16, f. 1. 1756. La especie tipo es: Ehretia tinifolia L.
Etimología
Ehretia: nombre genérico que hace el honor al botánico Georg Dionysius Ehret, un célebre botánico e ilustrador del siglo XVIII.

## Especies seleccionadas
- Ehretia acuminata R.Br. - Koda (Asia Oriental, Nueva Guinea, este de Australia)
- Ehretia alba Retief & A.E.van Wyk
- Ehretia amoena Klotzsch
- Ehretia anacua (Terán & Berland.) I.M.Johnst. - Anacua (Texas en los Estados Unidos, México)
- Ehretia angolensis Baker
- Ehretia bakeri Britten
- Ehretia cortesia Gottschling
- Ehretia capensis Meisn. ex C.Krauss
- Ehretia coerulea Gürke
- Ehretia cymosa Thonn.
- Ehretia dicksonii Hance
- Ehretia glandulosissima Verdc.
- Ehretia janjalle Verdc.
- Ehretia kaessneri Vaupel
- Ehretia laevis Roxb.
- Ehretia latifolia Loisel. - Raspaguacal (México, América central)
- Ehretia microcalyx Vaupel
- Ehretia microphylla Lam.
- Ehretia namibiensis Retief & A.E.van Wyk
- Ehretia obtusifolia Hochst. ex A.DC.
- Ehretia rigida (Thunb.) Druce - Deurmekaarbos (África sur-oriental)
- Ehretia rosea Gürke
- Ehretia scrobiculata Hiern
- Ehretia tinifolia L. (México, Guatemala, Honduras, Antillas)
- Ehretia trachyphylla C.H.Wright
- Ehretia uhehensis Gürke
- Ehretia violacea Kunth